# Виктория Готи
Вижте пояснителната страница за други личности с името Виктория.
Виктория Готи (на английски: Victoria Gotti) е американска колумнистка, актриса, реалити звезда и писателка, авторка на произведения в жанровете криминален и съвременен любовен роман).

## Биография и творчество
Виктория Готи е родена на 27 ноември 1962 г. в Бруклин, Ню Йорк, САЩ. Дъщеря е на мафиотския бос от фамилията Гамбино, Джон Готи, и Виктория ДиДжорджо, която е от руски произход. Има сестра и трима братя. Отраства в Хауърд Бийч, Куинс, Ню Йорк. След гимназията учи право в университета „Сент Джон“. Страда от пролапс на сърдечната клапа, което често води до влошаване на здравословното ѝ състояние. След като отпада от университета се омъжва през 1984 г. за състудента си Кармайн Анджело. Имат трима сина и дъщеря (мъртвородена).
Работи като колумнист за „Ню Йорк Поуст“ и списание „Стар“.
През 1995 г. пише първата си документална книга „Women and Mitral Valve Prolapse“ вдъхновена от собствената си борба с болестта. Книгата има добър успех и тя опитва да пише художествени произведения. Първият ѝ криминален роман „Дъщерята на сенатора“ е добре приет от читателите. Следващите и романи „Когато розите умират“ и „Последен кадър“ също получават висока оценка от критиката и читателите.
2000 година става преломна за Виктория Готи, след като съпругът ѝ, който е търговец на скрап, е арестуван с обвинения за изнудване и палеж от специално звено на ФБР. Освен това са заснети негови изневери със счетоводителя на фирмата. През 2002 г. баща ѝ умира в затвора от рак на гърлото.
През 2002 г. тя се развежда с Кармайн Анджело и получава голяма издръжка. От август 2004 г. до декември 2005 г. участва с трите си сина в шоу-реалити продукцията „Да израснеш в семейство Готи“. През 2012 и 2013 г. участва в други реалити формати.
През 2011 г. става главен редактор и колумнист на „Reality Weekly“.
Виктория Готи живее в Бруклин, Ню Йорк.

## Произведения

### Самостоятелни романи
- The Senator's Daughter (1997)
- I'll Be Watching You (1998)
Когато розите умират, изд.: ИК „Бард“, София (2001), прев. Елена Чизмарова
- Superstar (2000)
Последен кадър, изд.: ИК „ЕРА“, София (2000), прев. Юлия Чернева

### Документалистика
- Women and Mitral Valve Prolapse (1995)
- Hot Italian Dish: A Cookbook (2006)
- This Family of Mine: What It Was Like Growing Up Gotti (2009)